# Петровецька сільська територіальна громада
Петровецька сільська громада — територіальна громада в Україні, у Чернівецькому районі Чернівецької області. Адміністративний центр — село Верхні Петрівці.
Площа громади — 78,1 км², населення — 8 136 мешканців (2020).

## Населені пункти
У складі громади 3 села:
- Аршиця
- Верхні Петрівці
- Нижні Петрівці